# گمینا گرفینو
گمینا گرفینو (به لهستانی:  Gmina Gryfino) یک گمینا در لهستان است که در شهرستان گرفینو واقع شده‌است. گمینا گرفینو ۲۵۳٫۶۲ کیلومتر مربع مساحت و ۳۱٬۲۸۴ نفر جمعیت دارد.